# Ditassa crassifolia
Ditassa crassifolia är en oleanderväxtart som beskrevs av Joseph Decaisne. Ditassa crassifolia ingår i släktet Ditassa och familjen oleanderväxter. Inga underarter finns listade i Catalogue of Life.